# Marjorie Main
Pour les articles homonymes, voir Main (homonymie).
Marjorie Main (née Mary Tomlinson) est une actrice américaine, née le 24 février 1890 à Acton, dans l'Indiana et morte le 10 avril 1975 à Los Angeles, en Californie.

## Filmographie partielle
- 1934 : Crime Without Passion de Ben Hecht et Charles MacArthur
- 1934 : Musique dans l'air (Music in the air) de Joe May
- 1934 : Art Trouble de Ralph Staub
- 1937 : Love in a Bungalow de Ray McCarey
- 1937 : Stella Dallas de King Vidor
- 1937 : Rue sans issue (Dead End) de William Wyler
- 1937 : The Man Who Cried Wolf de Lewis R. Foster
- 1937 : The Wrong Road de James Cruze
- 1937 : Boy of the Streets de William Nigh
- 1937 : Le Fantôme du cirque (The Shadow) de Charles C. Coleman
- 1938 : City Girl (en) de Alfred L. Werker
- 1938 : Penitentiary de John Brahm
- 1938 : King of the Newsboys de Bernard Vorhaus
- 1938 : Trois du cirque (Under the Big Top) de Karl Brown
- 1938 : La Fille adoptive (Romance of the Limberlost) de William Nigh
- 1938 : Pilote d'essai (Test Pilot) de Victor Fleming
- 1938 : Trois Camarades (Three Comrades) de Frank Borzage
- 1938 : Prison Farm de Louis King
- 1938 : Little Tough Guy de Harold Young
- 1938 : Un envoyé très spécial (Too Hot to Handle) de Jack Conway
- 1938 : Pensionnat de jeunes filles (Girls' School) de John Brahm
- 1938 : La Pauvre Millionnaire (There Goes My Heart) de Norman Z. McLeod
- 1939 : Lucky Night de Norman Taurog
- 1939 : They Shall Have Music de Archie Mayo
- 1939 : The Angels Wash Their Faces de Ray Enright

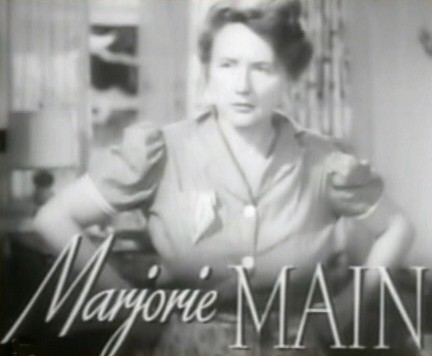
Marjorie Main dans le générique de Femmes (The Women) en 1939.

- 1939 : Femmes (The Women) de George Cukor
- 1939 : Nick joue et gagne (Another Thin Man) de W. S. Van Dyke
- 1939 : Two Thoroughbreds de Jack Hively
- 1940 : Cette femme est mienne (I Take This Woman) de W. S. Van Dyke
- 1940 : Women Without Names de Robert Florey
- 1940 : L'Escadron noir (Dark Command) de Raoul Walsh
- 1940 : Changeons de sexe (Turnabout) de Hal Roach
- 1940 : Suzanne et ses idées (Susan and God) de George Cukor
- 1940 : The Captain is a Lady de Robert B. Sinclair
- 1940 : Wyoming de Richard Thorpe
- 1941 : Il était une fois (A woman's face) de George Cukor
- 1941 : The Wild Man of Borneo de Robert B. Sinclair
- 1941 : Le Retour du proscrit (The Sheperd of the Hills) de Henry Hathaway
- 1941 : Franc jeu (Honky Tonk), de Jack Conway
- 1942 : Danse autour de la vie (We were dancing) de Robert Z. Leonard
- 1942 : Les Amours de Marthe (The Affairs of Martha) de Jules Dassin
- 1942 : The Bugle Sounds de S. Sylvan Simon
- 1942 : Tennessee Johnson de William Dieterle
- 1943 : Le ciel peut attendre (Heaven Can Wait) d'Ernst Lubitsch
- 1943 : Johnny le vagabond (Johnny Come Lately) de William K. Howard
- 1944 : Le Chant du Missouri (Meet Me in St. Louis) de Vincente Minnelli
- 1944 : Gentle Annie d'Andrew Marton
- 1945 : Un héritage sur les bras (Murder, He Says)
- 1946 : Les Demoiselles Harvey (The Harvey girls) de George Sidney
- 1946 : Lame de fond (Undercurrent) de Vincente Minnelli
- 1947 : L'Œuf et moi (The Egg and I) de Chester Erskine
- 1947 : Deux Nigauds et leur veuve (The Wistful Widow of Wagon Gap), de Charles Barton
- 1948 : Champion malgré lui (Feudin', Fussin' and A-Fightin') de George Sherman
- 1949 : Ma and Pa Kettle
- 1949 : Big Jack
- 1950 : Ma and Pa Kettle Go to Town
- 1950 : La Jolie Fermière Summer Stock de Charles Walters
- 1951 : Mrs. O'Malley and Mr. Malone
- 1951 : Laisse-moi t'aimer (Mr. Imperium), de Don Hartman
- 1951 : Ma and Pa Kettle Back on the Farm

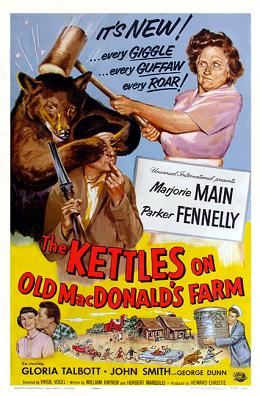
Marjorie Main sur l'affiche du film The Kettles on Old MacDonald's Farm en 1957

- 1951 : L'Amant de Lady Loverly (The Law and the Lady)
- 1951 : It's a Big Country de Charles Vidor
- 1951 : A Letter from a Soldier
- 1952 : La Belle de New York (The Belle of New York) de Charles Walters
- 1952 : Ma and Pa Kettle at the Fair
- 1953 : Ma and Pa Kettle on Vacation
- 1953 : Fast Company de John Sturges
- 1954 : La Roulotte du plaisir de Vincente Minnelli
- 1954 : Ma and Pa Kettle at Home
- 1954 : Rose-Marie de Mervyn LeRoy
- 1954 : Ricochet Romance
- 1955 : Ma and Pa Kettle at Waikiki
- 1956 : The Kettles in the Ozarks
- 1956 : La Loi du Seigneur (Friendly Persuasion) de William Wyler
- 1957 : The Kettles on Old MacDonald's Farm

## Théâtre
- 1928 : Salvation
- 1930 : Scarlet Sister Mary
- 1931 : Ebb Tide
- 1932 : Music in the Air
- 1935 : Jackson White
- 1935 : Dead End
- 1936 : The Women